# Blanca León
Blanca León (1957) es una botánica, y profesora peruana. Se graduó de bióloga en la Universidad Nacional Mayor de San Marcos, desarrollando actividades académicas en el Museo de Historia Natural de esa casa de altos estudios, se doctoró en la Universidad de Aarhus, Dinamarca; y, actualmente está asociada al Herbario de la Universidad de Texas en Austin.
Ha realizado estudios detallados, planeados con el Jardín Botánico de Misuri:

## Algunas publicaciones
- blanca León, a. Sagástegui. 2008. General overview of Tillandsia subgenus Tillandsia in Perú: The three pinnate species and the case of two endemic species. Revista peruana de Biología 15(1): 25—30

- k.r. Young, blanca León, p.m. Jørgensen, c. Ulloa Ulloa. 2007a. Tropical and Subtropical landscapes of the Andes, pp. 200--216. En: T.T. Veblen, K.R. Young & A.R. Orme (eds.) The Physical Geography of South America. Oxford University Press

- ----------------, -------------------. 2007b. Tree-Line Changes along the Andes: Implications of Spatial Patterns and Dynamics. For Biodiversity Hotspots through Time: Using the Past to Manage the Future. Philosophical Transactions of the Royal Society B: Biological Sciences 362 (1478): 263-272

- e.f. Rodríguez, m. Weigend, blanca León, e. Alvitez I., j. Pera D., s. Arroyo A. 2007c. Laccopetalum giganteum (Ranunculaceae) una especie endémica en peligro del norte del Perú que necesita planes de conservación urgente (Laccopetalum giganteum (Ranunculaceae) an Endangered endemic species from northern Perú in urgent need of conservation plans). Arnaldoa 14 (1): 123--130

- blanca León, j. Roque, c. Ulloa Ulloa, p.m. Jørgensen, n. Pitman, a. Cano (eds.) 2007d. Libro Rojo de las Plantas endémicas del Perú. Revista Perúana de Biología, Edición Especial 13(2): 971 pp. [diciembre de 2006]

- irayda Salinas, blanca León. 2006a. Calceolariaceae endémicas del Perú. Revista peruana de biología. Número especial 13(2): 220s - 236s (diciembre de 2006). El libro rojo de las plantas endémicas del Perú. Ed. Blanca León et al.[1]

- ---------------------, -------------------. 2006b. Gesneriaceae endémicas del Perú. Rev. peruana de biología vol. 13, N.º 2, pp. 359-365. ISSN 1727-9933 artículo en línea

- l. Thompson, e. Moseley-Thompson, h. Brecher, m. Davis, b. León, d. Les, p. Lin, t. Maschiotta, k. Mountain. 2006c. Abrupt tropical Climate Change: Past and Present. Proceedings of the National Academy of Sciences 103 (28): 10536-10543

- e.f. Rodríguez, r. Vásquez M., r. Rojas G., g. Calatayud H., blanca León, j. Campos. 2006d. Nuevas adiciones de Angiospermas a la Flora del Perú. Revista Perúana de Biología 13 (1): 129-138

- a.r. Smith, blanca León, h. Tuomisto, h. van der Werff, r.c. Morán, m. Lehnert, m. Kessler. 2005a. New records of pteridophytes for the flora of Perú. Sida 21 (4): 2321-2342

- blanca León. 2004 [2005]b. A new species of Campyloneurum (Polypodiaceae) from northern Perú. Revista peruana de Biología 11 (2): 135-137

- c. Ulloa Ulloa, j. Zarucchi, blanca León. 2004. Diez años de adiciones a la flora del Perú: 1993-2003. Arnaldoa Número Especial: 7 -242

- b.c.s. Hansen, d.t. Rodbell, g.o. Seltzer, blanca León, k.r. Young, m. Abbott. 2003a. Late-glacial and Holocene vegetational history from two sites in the western Cordillera of southwestern Ecuador. Palaeogeography, Palaeoclimate, Palaeoecology 194: 79-108

- blanca León, alan r. Smith. 2003b. New species and new combinations of Grammitidaceae from Perú. American Fern Journal 93 (2): 81-89

- j.h. Wiersema, blanca León. 1999a. World Economic Plants. A standard reference. CRC Press, Boca Raton, Florida. 792 pp.

- k.r. Young, blanca León. 1999b. Perús humid Eastern montane forests: an overview of their physical settings, biological diversity, human use and settlement, and conservation needs. Centre for Research on the Cultural and Biological Diversity of Andean Rainforests (DIVA) Technical Report 5: 1-97

- La abreviatura «B.León» se emplea para indicar a Blanca León como autoridad en la descripción y clasificación científica de los vegetales.[3]